# Loucas Tsilas
Loucas Tsilas (* 18. Oktober 1939 in Athen) ist ein ehemaliger griechischer Diplomat.

## Leben

### Politische Laufbahn
Loucas Tsilas studierte Rechtswissenschaft sowie Wirtschaftswissenschaft an der Universität Athen. Seinen Master in Politikwissenschaft legte er an der Louisiana State University in New Orleans ab.
Von 1963 bis 1965 war Tsilas als Rechtsanwalt in Athen tätig. 1965 trat er in den Auswärtigen Dienst ein, wo er bis einschließlich 1968 in der Abteilung für den Balkan tätig war. Daran schloss sich bis zum Jahr 1972 eine Stellung als Gesandtschaftssekretär erster Klasse im rumänischen Bukarest an und von 1972 bis 1975 die eines Konsuls in New Orleans im US-amerikanischen Bundesstaat Louisiana.
Als Botschaftsrat in Washington,  D.C. war Tsilas von 1975 bis 1979 tätig. In den Jahren 1979/1980 war er im griechischen Außenministerium stellvertretender Direktor der Abteilung, die für die NATO und europäische Sicherheitsangelegenheiten zuständig ist. 1980 wurde er sodann stellvertretender Direktor des Diplomatischen Büros des Außenministers. Von 1981 bis 1986 hatte er Exequatur als Generalkonsul in Paris. Eine Berufung zum Botschafter in Pretoria/Kapstadt in Südafrika erhielt er 1987 und war zeitgleich als Botschafter in Malawi, Swasiland und Lesotho akkreditiert. Diese Funktionen übte er bis 1989 aus. Von 1990 bis 1991 war er außerdem Präsident der griechischen Diplomatenvereinigung. 1990 wurde er ins Außenministerium in Athen berufen, wo er als Direktor der für die NATO, die WEU und europäische Sicherheitsangelegenheiten zuständigen Abteilung tätig war. Von 1991 bis 1993 berief man ihn zum Direktor des Diplomatischen Büros des Premierministers von Griechenland. Am 15. Juni 1993 wurde er zum Botschafter in Washington, D.C. ernannt, wo er vom 3. September 1993 bis zum 10. September 1998 akkreditiert war. Gleichzeitig war er Botschafter des Inselstaates The Commonwealth of The Bahamas.
Von Juli 1998 bis August 2000 war Tsilas Ständiger Vertreter der Griechischen Regierung bei der Europäischen Kommission in Brüssel. Tsilas gehörte 1997 zudem zu den fünf Mitgliedern des Komitees, die das vom Erfolg gekrönte Angebot für die Olympischen Spiele 2004 in Athen organisierte.
Von August 2000 bis Mai 2015 war Tsilas geschäftsführender Direktor der Alexander-Onassis-Stiftung und ist zudem Autor mehrerer Studien, worunter sich auch ein umfangreiches Werk über den Balkan befindet.
Derzeit ist er Professor für Internationale Diplomatiegeschichte am Queens College der City University of New York.

### Privates
Tsilas Frau, Penelope Kartsonas-Tsilas, ist Juristin, Absolventin der Juristischen Fakultät der Universität Athen und Autorin von rechtswissenschaftlichen Werken. Das Paar hat zwei Kinder, Nicos Tsilas und Vicky Tsilas, die beide als Rechtsanwälte tätig sind.
| Vorgänger                | Amt | Nachfolger            |
| ------------------------ | --- | --------------------- |
| Michel Akis Papageorgiou | Griechischer Botschafter in Südafrika 1987 bis 1989                                                                                     | Pericles A. Tsamoulis |
| Christos Zacharakis      | Griechischer Botschafter in Washington, D.C. Am 21. September 1989 ernannt, von 24. Oktober 1989 bis zum 3. September 1993 akkreditiert | Alexander Philon      |
| Pavlos Apostolidis       | Ständiger Vertreter Griechenlands bei der Europäischen Kommission 10. Juli 1998 bis August 2000                                         | Andreas Papastavrou   |